# The Mighty Celt
The Mighty Celt é um filme independente da Irlanda feito em coprodução com Canadá, Estados Unidos e Reino Unido. O filme foi indicado em quatro categorias no IFTA, ganhando em uma para melhor atriz internacional, Gillian Anderson.

## Sinopse
Na época do Conflito na Irlanda do Norte está Donal, um garoto de 14 anos que gosta de corridas de galgo inglês. Ele trabalha em um canil, que é propriedade de Good Joe. O dono do canil promete dar um cachorro para Donal se o animal ganhar três corridas consecutivas. A mãe de Donal, Kate, tem de ajustar sua vida quando um homem chamado O, retorna.[carece de fontes?]

## Elenco
- Ken Stott ... Good Joe
- Tyrone McKenna ... Donal
- Gillian Anderson ... Kate
- Richard Dormer ... Ronan
- Sean McGinley ... Eu sou um aleijado
- Robert Carlyle ... O
- Bernard Manning ... Criança no racha
- Mark McCavanagh ... Dissidente Republicano 1
- John Travers ... Spacer
- Alison Finnegan

## Prêmios
- Irish Film and Television Awards 2005 (IFTA)
  - Melhor atriz internacional - Gillian Anderson - Venceu
  - Melhor filme e melhor roteiro - Pearse Elliott - Indicado
  - Melhor cinematografia - Seamus Deasy - Indicado[2]